# غريغ أنطون
غريغ أنطون (بالإنجليزية: Greg Anton)‏ هو طبال أمريكي، ولد في 8 أغسطس 1949 في هارتفورد في الولايات المتحدة.

## وصلات خارجية
- غريغ أنطون على موقع ميوزك برينز (الإنجليزية)